# Josep Olivet Torras
Josep Olivet Torras (Manresa, 1 de febrer del 1980) és un empresari del sector de les telecomunicacions catalanes, cofundador i CEO de Fibracat i fundador i CEO d'Altecom.
Ben aviat va mostrar interès per la tecnologia i la informàtica. L'any 1992, amb dotze anys, el seu oncle li va regalar el seu primer ordinador, un Toshiba portàtil. Quatre anys més tard, amb 16 anys i gràcies a un préstec de 125.000 pessetes (750 euros) del seu pare, va crear Olivet Telecom, precursora d'Altecom. S'ha format de manera essencialment autodidàctica en informàtica i ha estat un emprenedor molt atent als canvis i l'evolució del sector tecnològic al tombant de segle. Va aconseguir que Manresa fos la primera ciutat de Catalunya amb fibra òptica canalitzada en conducte tèxtil.
Quan va fundar Olivet Telecom, va posar en marxa un servidor d'Internet per allotjar les webs dels clients i donar-los connexió a la xarxa via mòdem. L'any 1999 va crear, juntament amb d'altres socis, Altecom (Alta Tecnologia de Comunicacions), amb la qual va muntar una xarxa de radioenllaços per donar connexió a particulars. Un any després, amb la creació de la Comissió Nacional dels Mercats i la Competència (CNMC), se'ls va concedir la llicència d'operador i, l'any 2001 es va establir la infraestructura d'estacions base pròpies del servei de connexió a internet per radioenllaç. La marca Fibracat va començar a gestar-se el 2012 i va néixer, oficialment, el 2013 de la mà de Josep Olivet i Meritxell Bautista. La idea inicial era diferenciar clarament les dues activitats: la d'Altecom, dedicada a empreses i a donar connexió a majoristes que tenen la seva pròpia xarxa de redistribució; i la de Fibracat que pretenia donar resposta a la mancança que patia el territori pel que fa al desplegament de la fibra òptica, ja que les grans companyies únicament se centraven en l'àrea metropolitana de Barcelona per motius de rendibilitat de la inversió.
L'any 2018 Josep Olivet va guanyar el 23è Premi Oleguer Bisbal d'El Pou de la gallina. El març de 2.023 va ser acomiadat pel grup Avatel, propietari d'Altecom i Fibracat des de 2021. Actualment es CEO de l'empresa MANIX Capital.